# リチャード・フランス
リチャード・トーマス・フランス（英語：Richard Thomas France、1938年4月2日 - 2012年2月10日）は 新約聖書学者で聖公会の教区牧師(Rector)である。彼は、1989年から1995年までオックスフォード大学のウィクリフ・ホール校長であった。彼はまた、ロンドン神学学派(London School of Theology)で働いた。

## 経歴
彼は1938年4月2日に生まれた。 ブラッドフォード文法学校(Bradford Grammar School)と オックスフォードのバリオル大学(Balliol College, Oxford)で学び修士号を取った。彼は、ロンドン大学(University of London)で神学士を取り、ブリストル大学(University of Bristol)で哲学博士号を取った。 彼は、ケンブッジで副牧師として仕えた。
- アイフェ大学(University of Ife)で聖書研究を講義。 (1969年–1973年)
- ケンブリッジのティンダル・ハウス(Tyndale House)でライブラリアン。 (1973年–1976年)
- アフマド・ベロ大学(Ahmadu Bello University)宗教研究の上級講義 (1976年–1977年)
- ティンダル・ハウスのウェルム (1978年–1981年)
- ロンドン聖書大学(London Bible College)上級講義 (1981年–1988年); 副校長(1983年–1988年)
- オックスフォードのウィフリフ・ホールの校長。（1989年–1995年）

## 著作
- 古山洋右訳『イエス・キリストの生涯』(The Man They Crucified)1983年
- 『Jesus and the Old Testament（イエスと旧約聖書）』 1982年
- 『The Evidence for Jesus（イエスの証拠）』ロンドン、ホッダーとストートン社（Hodder & Stoughton）、1986年 ISBN 0340381728
- 『Matthew: Evangelist and Teacher（マタイ：伝道者と教師）』 2004年　ISBN 1592449360
- 『ティンダル新約聖書注解』（Tyndale New Testament Commentaries）『マタイの福音書』 1987年 ISBN 0802800637
- 『Doubleday Bible Commentary（二重の日聖書注解書）』の『マルコの福音書』
- 『新国際ギリシア語聖書注解』(New International Greek Testament Commentary)シリーズの『マルコの福音書』
- 『Divine Government: God's Kingship in the Gospel of Mark（神聖国家：マタイの福音書における神の王制）』リージェント・カレッジ出版局、2003年、ISBN 1573832448
- 『新国際新約聖書注解』(New International Commentary on the New Testament)の『マタイの福音書』、グランド・ラピッズ(Grand Rapids)のエドマンズ社、2007年 ISBN 080282501X
- 『The New Bible Commentary: 21st-Century Edition』の共編集者をしている。